# ヴンシュ
ヴンシュ（Wünsche ）はドイツにかつて存在したカメラメーカーである。

## 歴史
- 1864年 - 創業者のエミール・ヴンシュ（Emil Wünsche ）がピルナで産まれた。写真乾板メーカーで働いたのが写真業界との出会いとなった。
- 1887年 - ドレスデンで通信販売の会社を設立し、ヒュッティヒからカメラを仕入れて販売していた。事業が順調に拡大し、零細メーカーを3社買収し、カメラ製造に乗り出した。
- 1887年 - エミール・ヴンシュ（Emil Wünsche ）がハンブルクに写真機材店を開いた。
- 1896年 - ドレスデン近郊ライク（Reick ）に新しい工場を建設した。
- 1898年 - 株式会社化、ヴンシュ（Wuensche AG ）となる。
- 1902年 - 従業員は350名程で当時ドレスデンで2位の規模のカメラメーカーとなった。
  - 10月28日 - 創業者のエミール・ヴンシュが自殺した。
- 1909年10月7日 - ヒュッティヒ、カメラヴェルク・ドクトル・クリューゲナー、カール・ツァイス・パルモスバウと合併しイカを形成した。